# MXD4
El represor transcripcional de interacción máxima MAD4 es una proteína que en humanos está codificada por el gen MXD4.

## Función
Este gen es miembro de la familia de genes MAD. Los genes MAD codifican proteínas de cremallera de leucina hélice-bucle-hélice- básicas que se heterodimerizan con la proteína MAX, formando un complejo de represión transcripcional. Las proteínas MAD compiten por la unión de MAX con MYC, que se heterodimeriza  formando un complejo de activación transcripcional junto a MAX. Los estudios en roedores sugieren que los genes MAD son supresores de tumores y contribuyen a la regulación del crecimiento celular en los tejidos durante el proceso de diferenciación.